# Gregory Masurovsky

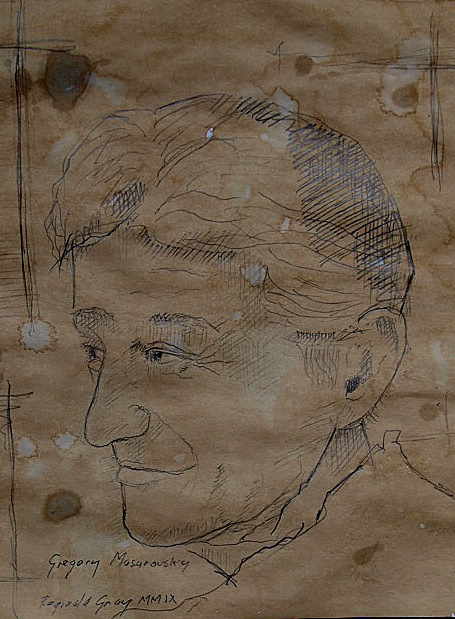
Gregory Masurovsky, porträtiert von Reginald Gray, 2009

Gregory Masurovsky (* 26. November 1929 in der Bronx, New York City, USA; † 17. Juli 2009 in Paris, Frankreich) war ein US-amerikanischer Zeichner, Grafiker, Radierer, Lithograf und Buchillustrator.

## Leben und Werk
Gregory Masurovsky wurde in einem schwarzen Viertel in der Bronx einen Monat nach dem Beginn der Großen Depression in den Vereinigten Staaten geboren. Gregory Masurovsky studierte an der Art Students League in New York. Nach mehreren Jahren in New York zog Gregory Masurovsky 1954 nach Paris, wo er bis zu seinem Tode wohnte.
Er kehrte für kurze Zeit in die USA zurück und lehrte von 1966 bis 1967 Zeichnung am Minneapolis College of Art & Design und von 1980 bis 1987 am American Center in Paris und anderen Kunst-Schulen in Europa. Er war Teilnehmer des Tamarind Lithography Workshop in Los Angeles im Jahr 1969. Gregory Masurovsky drehte auch mehrere kurze Filme über seine Kunst.
Seit 1957 hatte Masurovsky zahlreiche Einzelausstellungen, unter anderem in New York, Cleveland, Paris, Bern, München und Frankfurt am Main. Im Jahr 1961 gewann er den Kritiker-Preis für die Zeichnung auf der Biennale de Paris, im Jahr 1963 erhielt er den Internationalen Preis der Jury für das Ätzen auf der folgenden Biennale von Paris. Er war der Preisträger des William Copley Foundation Grant in den Jahren 1963 und 1964 und hatte eine umfassende Einzelausstellung im Palais des Beaux-Arts in Brüssel. Im Jahr 1964 war er Teilnehmer der documenta III in Kassel in der berühmten Abteilung Handzeichnungen.
Gregory Masurovsky starb am 17. Juli 2009 in Paris.
Gregory Masurovsky gilt als einer der führenden Künstler der surrealen und fantastischen Zeichnung seit vielen Jahren. Seine Original-Radierungen und Lithografien sind in den Sammlungen zahlreicher öffentliche Galerien in Amerika und Europa enthalten. Das Museum of Modern Art in New York besitzt eine der umfangreichsten Sammlungen von Gregory Masurovsky Originaldrucken.